# Цератозамія мексиканська

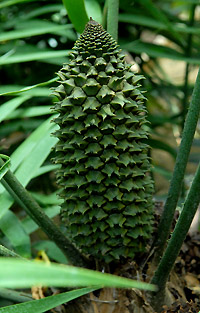
Шишка цератозамії

Цератозамія мексиканська (Ceratozamia mexicana) — вид голонасінних рослин родини замієві (Zamiaceae). Стовбур цієї тіневитривалої рослини вкритий кроною із двох серій листків. Молода розетка листків світло-зеленого забарвлення, а, розташована нижче, стара — темно-зелена.

## Поширення
Цератозамія мексиканська росте у тропічних лісах південно-східних районів Мексики. В Україні вирощується в оранжереях.